# Angel Robinson (cestista 1989)
Angel Robinson (St. Paul, 13 maggio 1989) è una cestista statunitense, professionista in Europa.

## Carriera
È stata selezionata dalle New York Liberty al secondo giro del Draft WNBA 2011 (22ª scelta assoluta).